# ジョアン・パウロ・ラザロ・ルーカス
ジョアン・パウロ・ラザロ・ルーカス（João Paulo Lázaro Lucas 、1996年1月15日 - ）は、ポルトガル・アルマダ出身のプロサッカー選手。アカデミカ・コインブラ所属。ポジションは、ディフェンダー（レフトバック）。

## クラブ歴
2016年7月31日、タッサ・ダ・リーガのコヴァ・ダ・ピエダーデ戦でプロデビューを果たした。